# Sherbet Snow and the Airplane e.p.
「Sherbet Snow and the Airplane e.p.」（シャーベット スノー アンド ジ エアプレイン イーピー）は、SUEMITSU & THE SUEMITHの1枚目のシングル。

## 解説
2006年6月14日に発売された。メジャーデビュー作『Man Here Plays Mean Piano - A New Edition 4 Sony Music』のリリースから約2ヶ月という短いスパンでのリリース。
タイトル曲である「Sherbet Snow and the Airplane」は、高校の音楽の授業で出された作曲課題で初めて作った楽曲である。日本語詞は元SUPERCARのいしわたり淳治が担当している。また、プロモーションビデオは末光とグランドピアノ以外は全てCGを使用した巧妙なものに仕上がっており、その技術が評価され、スペースシャワーTV主催の『SPACE SHOWER Music Video Awards 07』のNEW ARTIST VIDEOにノミネートされた。
カップリングにはTHE SUEMITHの名前の由来となったと言われるThe Smithsの「Ask」のカバーを収録している。

## 収録曲
1. Sherbet Snow and the Airplane
  - 作詞：末光篤、いしわたり淳治／作曲・編曲：末光篤
2. We R the Wave Crest
  - 作詞・作曲・編曲：末光篤
3. Ask
  - 作詞・作曲：Johnny Marr、Steven Morrissey／編曲：末光篤